# National Biathlon Centre
Il National Biathlon Centre (国家冬季两项中心S, Guójiā dōngjì liǎng xiàng zhōngxīnP) è un impianto sportivo per la pratica del biathlon situato nel distretto di Chongli della città-prefettura di Zhangjiakou.

## Storia
I lavori di costruzione sono iniziati nel 2017 e l'impianto è stato completato nel settembre 2020. Tra il 5 e il 18 febbraio 2022 l'impianto ha ospitato le gare di biathlon dei XXIV Giochi olimpici invernali e tra il 5 e l'11 marzo quelle di biathlon e sci di fondo dei XIII Giochi paralimpici invernali.

## Caratteristiche
L'impianto si compone di tre piste: quella per le gare olimpiche, lunga 8,7 km, quella per le gare paralimpiche e quella di allenamento. L'edificio di servizio è alto 4 piani e ha una superficie complessiva di 5 200 m². La struttura ha una capienza massima di 6 000 spettatori.